# Skälansjön
Skälansjön är en sjö i Härnösands kommun i Ångermanland och ingår i Ångermanälven-Gådeåns kustområde. Sjön har en area på 1,21 kvadratkilometer och ligger 163,2 meter över havet. Sjön avvattnas av vattendraget Furuhultsån (Seljeån).

## Delavrinningsområde
Skälansjön ingår i det delavrinningsområde (696557-159517) som SMHI kallar för Utloppet av Skälansjön. Medelhöjden är 200 meter över havet och ytan är 6,84 kvadratkilometer. Räknas de 12 avrinningsområdena uppströms in blir den ackumulerade arean 37,25 kvadratkilometer. Avrinningsområdets utflöde Furuhultsån (Seljeån) mynnar i havet. Avrinningsområdet består mestadels av skog (79 procent). Avrinningsområdet har 1,21 kvadratkilometer vattenytor vilket ger det en sjöprocent på 17,6 procent.